# 加拉蒂亞 (伊利諾伊州)
加拉蒂亞（英語：Galatia）是位於美國伊利諾伊州薩林縣的一個村落。

## 地理
加拉蒂亞的座標為37°50′25″N 88°36′39″W / 37.84028°N 88.61083°W，而該地最高點為海拔高度127米（即417英尺）。

## 人口
根據2010年美國人口普查的數據，加拉蒂亞的面積為5.13平方千米，當中陸地面積為5.06平方千米，而水域面積為0.07平方千米。當地共有人口833人，而人口密度為每平方千米162人。